# Уильямс, Джей
Джейсон Дэвид «Джей» Уильямс (англ. Jason David "Jay" Williams, родился 10 сентября 1981 года, Плейнфилд, Нью-Джерси, США) — американский профессиональный баскетболист, выступавший в Национальной баскетбольной ассоциации за клуб «Чикаго Буллз». Последней командой для Уильямса стала «Остин Торос» из Лиги развития НБА из которой он был отчислен 30 декабря 2006 года. Хотя его настоящее имя Джейсон, при приходе в НБА он попросил называть его Джей, чтобы не было путаницы с другим в то время выступающим баскетболистом Джейсоном Уильямсом.

## Профессиональная карьера
Уильямс был выбран на драфте НБА 2002 года под вторым общим номером «Чикаго Буллз» после Яо Мина, которого выбрали «Хьюстон Рокетс». В сезоне 2002/03 Уильямс выходил на площадку в составе стартовой пятёрки. Однако из-за нестабильной игры он часто уступал место в стартовом составе Джамалу Кроуфорду.
В 2002 году он в составе американской национальной сборной по баскетболу участвовал в чемпионате мира по баскетболу, где его команда заняла шестое место.

### Авария на мотоцикле
19 июня 2003 года Уильямс попал в аварию на своем мотоцикле. На Уильямсе не был надет шлем, у него не было прав для вождения мотоцикла в штате Иллинойс, а также по условиям контракта с «Буллз» ему было запрещено ездить на мотоцикле. В результате аварии Джей повредил главный нерв на ноге, сломал таз и порвал три связки в левом колене из-за чего ему потребовалась физическая терапия, чтобы восстановить ногу. 17 февраля 2004 года, после того, как стало ясно, что он не сможет вернуться на площадку, «Буллз» разорвали с ним контракт. Из-за того, что Уильямс нарушил контракт, «Буллз» имели право отказаться выплачивать ему зарплату, однако клуб выплатил игроку 3 млн долларов, которые Джей потратил на реабилитацию. Уильямс же заявлял, что продолжит тренироваться, чтобы вернуться в «Буллз». Во время своего вынужденного отдыха он иногда комментировал игры школьного и студенческого баскетбола на канале ESPN

### Возвращение в баскетбол
28 сентября 2006 года Уильямс подписал негарантированный контракт с «Нью-Джерси Нетс», что дало ему возможность сыграть за клуб НБА из своего родного штата. Однако уже 22 октября контракт с ним был разорван.
30 декабря 2006 года клуб «Остин Торос» из Лиги развития НБА разорвал с ним контракт в связи с его травмой.
Хотя Уильямс заявлял, что не собирается возобновлять баскетбольную карьеру, перед сезоном 2010/11 он пытался попасть в состав «Майами Хит». В настоящее время Джей работает в ESPN в качестве аналитика студенческого баскетбола. Он также работал аналитиком в CBS College Sports Network во время финального турнира NCAA в 2008 году, а также выступал с мотивационными речами.

## Статистика

### Статистика в НБА
| Сезон                                                                                    | Команда | Регулярный сезон | Регулярный сезон | Регулярный сезон | Регулярный сезон | Регулярный сезон | Регулярный сезон | Регулярный сезон | Регулярный сезон | Регулярный сезон | Регулярный сезон | Регулярный сезон | Серия плей-офф | Серия плей-офф | Серия плей-офф | Серия плей-офф | Серия плей-офф | Серия плей-офф | Серия плей-офф | Серия плей-офф | Серия плей-офф | Серия плей-офф | Серия плей-офф |
| Сезон                                                                                    | Команда | GP               | GS               | MPG              | FG%              | 3P%              | FT%              | RPG              | APG              | SPG              | BPG              | PPG              | GP             | GS             | MPG            | FG%            | 3P%            | FT%            | RPG            | APG            | SPG            | BPG            | PPG            |
| ---------------------------------------------------------------------------------------- | ------- | ---------------- | ---------------- | ---------------- | ---------------- | ---------------- | ---------------- | ---------------- | ---------------- | ---------------- | ---------------- | ---------------- | -------------- | -------------- | -------------- | -------------- | -------------- | -------------- | -------------- | -------------- | -------------- | -------------- | -------------- |
| 2002/03                                                                                  | Чикаго  | 75               | 54               | 26,1             | 39,9             | 32,2             | 64,0             | 2,6              | 4,7              | 1,1              | 0,2              | 9,5              | Не участвовал  | Не участвовал  | Не участвовал  | Не участвовал  | Не участвовал  | Не участвовал  | Не участвовал  | Не участвовал  | Не участвовал  | Не участвовал  | Не участвовал  |
|                                                                                          | Всего   | 75               | 54               | 26,1             | 39,9             | 32,2             | 64,0             | 2,6              | 4,7              | 1,1              | 0,2              | 9,5              | Не участвовал  | Не участвовал  | Не участвовал  | Не участвовал  | Не участвовал  | Не участвовал  | Не участвовал  | Не участвовал  | Не участвовал  | Не участвовал  | Не участвовал  |
| Наведите курсор мыши на аббревиатуры в заголовке таблицы, чтобы прочесть их расшифровку. |         |                  |                  |                  |                  |                  |                  |                  |                  |                  |                  |                  |                |                |                |                |                |                |                |                |                |                |                |